# Alois Wiesböck
Alois Wiesböck (* 31. Juli 1950 in Niederbergkirchen) ist ein deutscher Motorrad-Bahnrennfahrer, der sowohl Speedway, als auch Langbahnrennen auf Grasbahnen und Sandbahnen fuhr. 

## Sportliche Karriere
Seine Karriere begann Wiesböck Ende der 1960er-Jahre, in den 1970er-Jahren hatte er seine größten Erfolge.
Die Krönung seiner Laufbahn war der Gewinn der Langbahn-Weltmeisterschaft 1979 in Marianske Lazne. Dafür wurde er von Bundespräsident Carstens mit dem Silbernen Lorbeerblatt ausgezeichnet. 
1978 verlor Wiesböck erst im entscheidenden Stechen gegen den späteren Weltmeister Egon Müller den Langbahn-WM-Titel. 1974 gewann Wiesböck hinter Egon Müller und Ivan Mauger aus Neuseeland die WM-Bronzemedaille. Bei der WM 1982 in Korskro in Dänemark sicherte er sich erneut den zweiten Platz. Ebenfalls 1979 erreichte Wiesböck das erste und einzige Mal ein Speedway-Weltfinale und zwar in Chorzów (Polen), wurde jedoch mit einem Punkt nur 16. und Letzter.
Mehrmals gewann Alois Wiesböck auch die Deutsche Langbahnmeisterschaft und fuhr in der Speedway-Bundesliga für den MSC "Ipf" Bopfingen. 1982 gewann er mit dem Speedway-Nationalteam die WM-Bronzemedaille im London White City Stadion.
Anfang der 1990er Jahre beendete Alois Wiesböck seine Rennfahrer-Karriere und setzte sein Engagement als Motorentuner für Nachwuchsfahrer fort, welches er bereits in den 1980er Jahren begonnen hatte.

### Erfolge
- Langbahn-Weltmeister 1979
- Langbahn-Vizweltmeister 1978, 1982
- Langbahn WM-Dritter 1974
- WM-Bronze im Speedway-Nationalteam 1982
- Deutscher Langbahnmeister
- Auszeichnung mit dem Silbernen Lorbeerblatt 1979

## Persönliches
Alois Wiesböck hat auch einen eineiigen Zwillingsbruder, Josef Wiesböck, der ebenfalls Motorrad-Bahnrennfahrer gewesen ist.
In seinem Heimatort Niederbergkirchen wurde nach Wiesböcks WM-Titelgewinn 1979 eine Straße und ein Platz nach ihm benannt.